# ポスターセッション

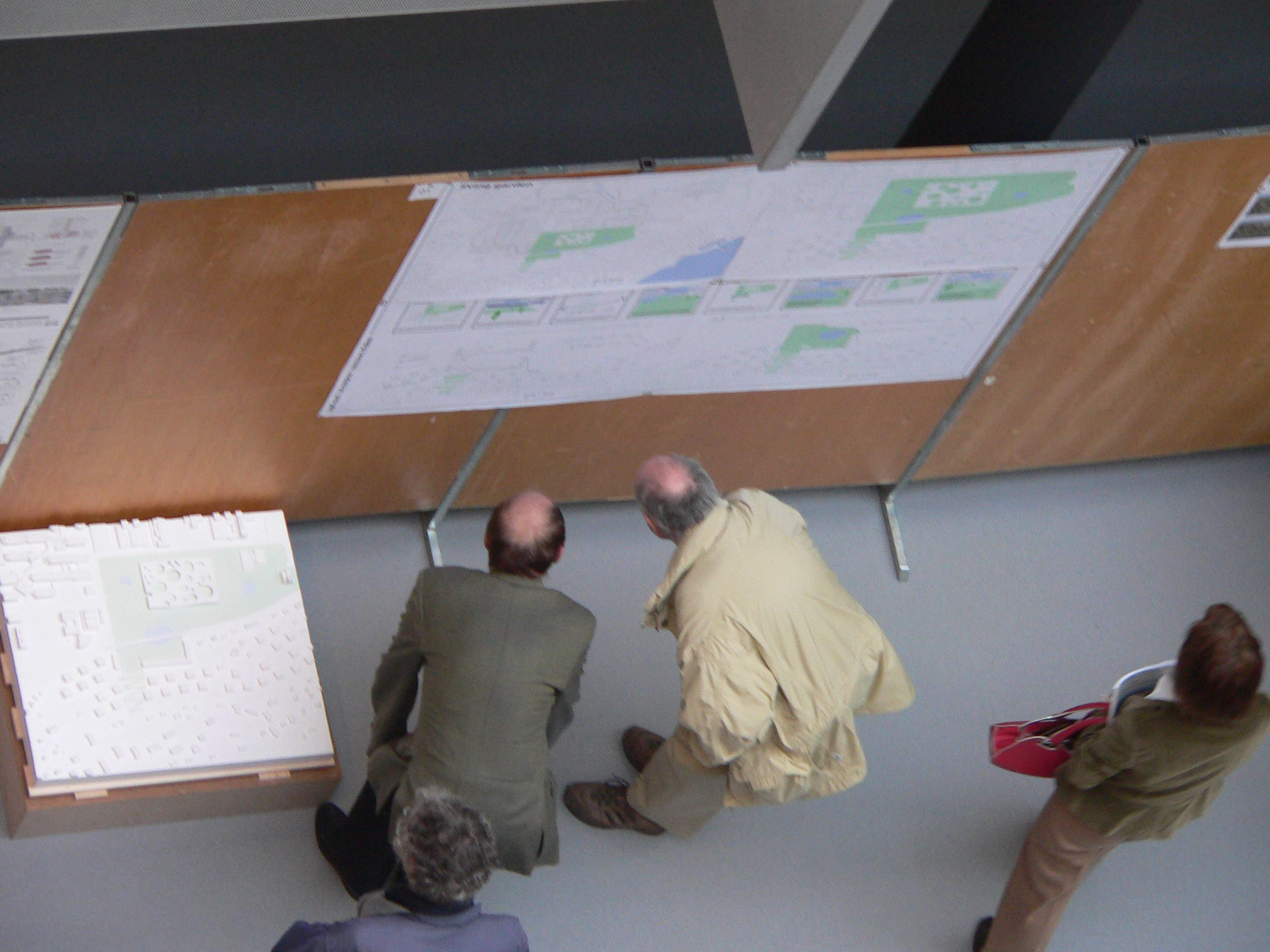
スイス連邦工科大学ローザンヌ校でのポスターセッション。

ポスターセッション（英語:Poster session）あるいはポスター・プレゼンテーション（Poster presentation）とは、学術的な研究の成果を学会などの会議の場で発表する方法のひとつである。掲示されるポスターは事前に査読（学術的査読）されることもある。ポスターセッションは医学会など自然科学系の学会で特に重要となる。

## ポスターセッションの典型的な手順
通常、ポスターセッションの会場では掲示用に個別の部屋やスペースが割り当てられ、研究者たちはそこに紙のポスターを貼り、研究の方法や成果を説明する。それぞれの研究の発表は学会の日程に基づき、10分から数時間の間掲示される。大きな会議となると、数千枚ものポスターセッションが数日で終えられることもある。

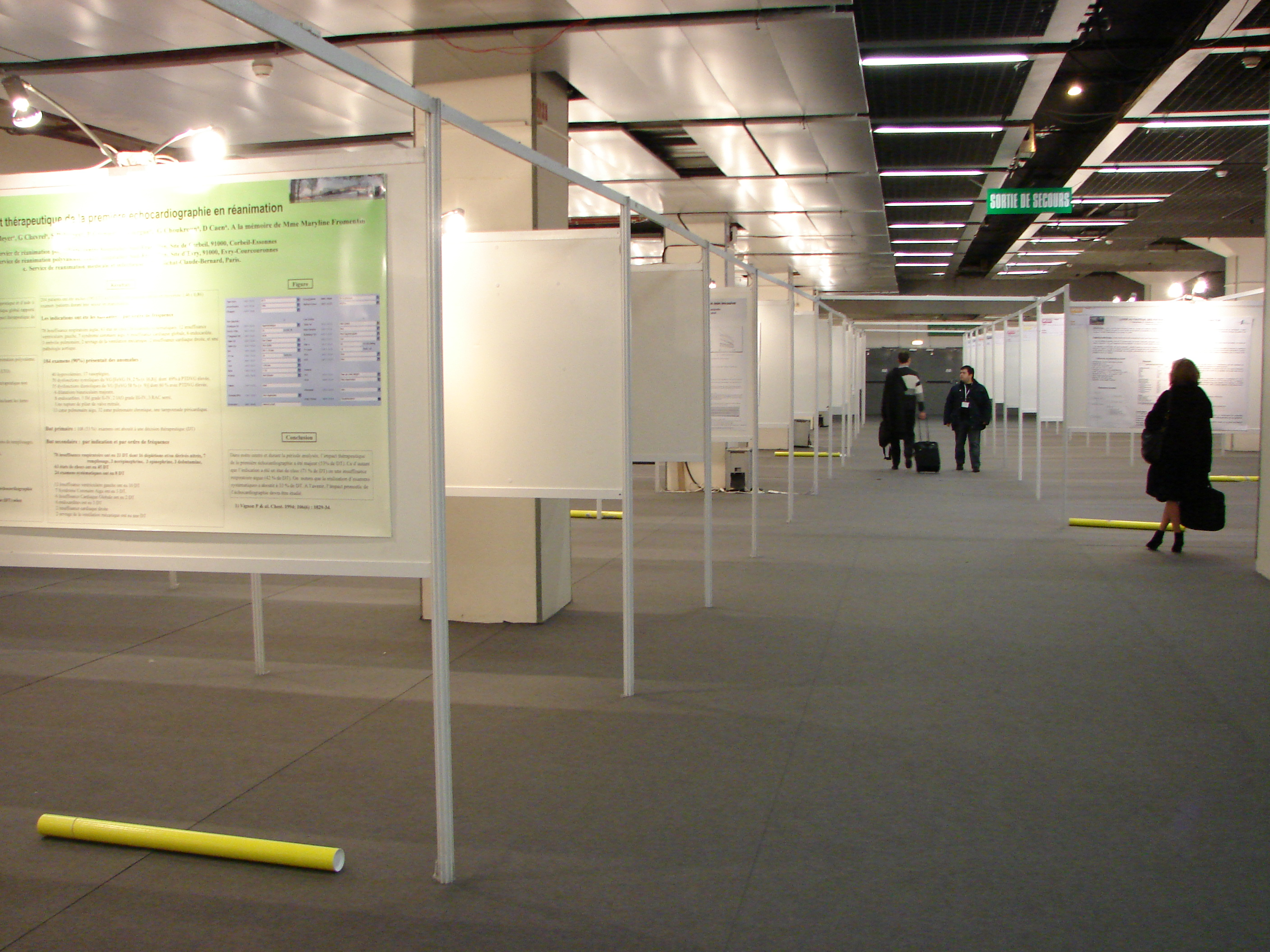
新産業技術センター（CNIT）でのポスターセッション。

また、多くの場合プレゼンテーションは研究発表のポスターを動かせる壁に貼り付け、発表者が通っていく出席者の質問に答える形で行われる。ポスターの大きさは会議によって変わり、A1サイズ（およそ60×90cm）から120×240cm程度となる。ポスターはMicrosoft PowerPointなどのプレゼンテーション用ソフトを使って作られることが多く、印刷には大型のプリンターが用いられる。また、耐久性向上のためラミネート加工される場合が多い。